# (11253) Mesyats
(11253) Mesyats (1976 UP2) – planetoida z pasa głównego asteroid okrążająca Słońce w ciągu 3 lat i 119 dni w średniej odległości 2,23 j.a. Została odkryta 26 października 1976 roku.